# Одного разу в іншому часі
«Одного разу в іншому часі» (ісп. «Érase otra vez»; гал. «Era outra vez») — драматичний фільм режисера Хуана Пінсаса, знятий у 2000 році. Світова прем'єра стрічки відбулася 23 червня 2000 року в Іспанії.

## Сюжет
Уїдлива психосоціальна сексуальна комедія, що оповідає про групу університетських друзів, які через десять років після закінчення навчання на факультеті журналістики вирішили зустрітися в будинку одного зі своїх друзів, щоб згадати колишні часи. До цього часу вони все зробили добре в житті, і повинні були бути щасливими, але такими не є. Вихідних буде більш ніж достатньо, щоб виявити краще та гірше в кожному з них і створити конфлікт.

## У ролях
- Монті Кастінейрас — Розендо
- Пілар Сааведра — Беатріс
- Вісенте де Соуса — Лукас

## Номінації
Загалом стрічка отримала 2 номінації, зокрема:
- Московський міжнародний кінофестиваль (2000)
  - «Золотий Святий Георгій»
- Кінофестиваль у Картахені (2001)
  - «Золота Індія Каталіна» у категорії «Найкращий фільм» (Хуан Пінсас)

## Цікаві факти
- Фільм є двадцять другим, що був відзнятий у рамках руху «Догма 95»
- Це перша іспанська стрічка, що отримала сертифікат «Догми 95»